# Фабрика Святого Петра
Фабрика Святого Петра (лат. Fabricia Sancti Petri) — ведомство в Римской курии. 

## История
Восходит к строительной комиссии, которая была образована Папой Юлием II для подготовки строительства Собора Святого Петра. Папа Сикст V приказал переподчинить комиссию архипресвитеру Собора Святого Петра. Папа Климент VIII снова переподчинил и преобразовал комиссию в специально созданную Конгрегацию Фабрики Святого Петра. Архипресвитер Собора Святого Петра был назначен на пост секретаря Конгрегации. В 1863 году папа Пий IX измененил обязанности Конгрегации.
Как самостоятельное ведомство Курии было основано в 1908 году как Священная Конгрегация Преподобного Собора Святого Петра, в 1967 году папа римский Павел VI изменил название ведомства на Преподобная Фабрика Святого Петра, и, наконец, с 1984 года ведомство называется Фабрика Святого Петра.
В статье 192 апостольской конституции Pastor Bonus Фабрика Святого Петра описана как:
«Дела Фабрики Святого Петра, согласно её собственным инструкциям, с вопросами относительно базилики Князя Апостолов, относительно сохранения и художественного оформления здания и поведения среди служащих и паломников, которые входят в церковь. Где необходимо руководители Фабрики действуют в сотрудничестве с капитулом базилики».

## Конгрегация Фабрики Святого Петра
- кардинал Карло Барберини (14 ноября 1667 — 2 октября 1704, до смерти);
- кардинал Франческо Нерли младший (16 октября 1704 — 8 апреля 1708, до смерти);

...
- кардинал Аннибале Альбани (4 января 1712 — 21 октября 1751, до смерти);
- кардинал Генрих Бенедикт Стюарт (8 ноября 1751 — 13 июля 1807, до смерти);
- кардинал Ромоальдо Браски-Онести (18 июля 1807 — 30 апреля 1817, до смерти);
- кардинал Алессандро Маттеи (10 мая 1817 — 20 апреля 1820, до смерти);
- кардинал Пьерфранческо Галлеффи (16 мая 1820 — 18 июня 1837, до смерти);
- кардинал Джакомо Джустиниани (1 июля 1837 — 24 февраля 1843, до смерти);
- кардинал Марио Маттей (11 марта 1843 — 7 октября 1870, до смерти);
- кардинал Никкола Парраччани Кларелли (8 октября 1870 — 7 июля 1872, до смерти);
- кардинал Эдоардо Борромео (10 июля 1872 — 30 ноября 1881, до смерти);
- кардинал Эдуард Генри Говард (12 декабря 1881 — 16 сентября 1892, до смерти);
- кардинал Франческо Риччи Параччани (6 октября 1892 — 9 марта 1894, до смерти);
- кардинал Мариано Рамполла дель Тиндаро (21 марта 1894 — 1908);

## Префекты Священной Конгрегация Преподобного Собора Святого Петра
- кардинал Мариано Рамполла дель Тиндаро (1908 — 16 декабря 1913);
- кардинал Рафаэль Мерри дель Валь (12 января 1914 — 26 февраля 1930);
- кардинал Эудженио Пачелли (25 марта 1930 — 2 марта 1939 — избран Папой Пием XII);
- кардинал Федерико Тедескини (14 марта 1939 — 2 ноября 1959, до смерти);
- кардинал Доменико Тардини (14 ноября 1959 — 30 июля 1961, до смерти);
- кардинал Паоло Марелла (14 августа 1961 — 1967);

## Председатели Преподобной Фабрики Святого Петра
- кардинал Паоло Марелла (1967 — 8 февраля 1983, в отставке);
- кардинал Аурелио Сабаттани (8 февраля 1983 — 1984);

## Председатели Фабрики Святого Петра
- кардинал Аурелио Сабаттани (1984 — 1 июля 1991, в отставке);
- кардинал Вирджилио Ноэ (1 июля 1991 — 24 апреля 2002, в отставке);
- кардинал Франческо Маркизано (24 апреля 2002 — 28 августа 2004, в отставке);
- кардинал Анджело Комастри (5 февраля 2005 — 20 февраля 2021);
  - архиепископ Марио Джордана (29 июня 2020 — март 2021 — чрезвычайный комиссар);
- кардинал Мауро Гамбетти (20 февраля 2021 — по настоящее время).